# Liên đoàn bóng đá Rwanda
Liên đoàn bóng đá Rwanda (tiếng Pháp: Fédération rwandaise de football association, FERWAFA) là tổ chức quản lý, điều hành các hoạt động bóng đá ở Rwanda. Liên đoàn quản lý đội tuyển bóng đá quốc gia Rwanda, tổ chức các giải bóng đá như vô địch quốc gia và cúp quốc gia. Liên đoàn bóng đá Rwanda gia nhập CAF năm 1976 và FIFA năm 1978.